# 格林杜鄉 (圖爾恰縣)
45°24′N 28°13′E / 45.400°N 28.217°E
格林杜鄉（羅馬尼亞語：Comuna Grindu, Tulcea），是羅馬尼亞的鄉份，位於該國東南部，由圖爾恰縣負責管轄，面積117平方公里，海拔高度5米，2002年人口1,544，人口密度每平方公里13人。